# Флашкарта
Флашкарта пренасочва насам.  За други значения вижте Флашкарта (обучение).
Вижте пояснителната страница за други значения на Флаш.
Флашкартата  или мини карта за памет (от английски: flash card, memory card) e вид компактен и преносим електронен носител на електронна информация, и който използва флашпамет (от английски: flash memory).
Използва се в почти всички видове цифрови фотоапарати, както и в много други електронни устройства. Съществуват редица модели флашкарти, като някои от тях са взаимозаменяеми, но повечето – не.
По физически размер коя да е флашкарта обикновено е по-малка от стандартна кредитна карта.
Капацитетът, измерван в мегабайти, вече достига няколко гигабайта.
Физическият принцип на работа е подобен на тази на EEPROM.
Записващите и изтриващи напрежения при флашкартите са (най-често) 5, 3,3 и 2,5 V, а информацията в тях може да се презаписва многократно (приблизително до 1 000 000 пъти).

## Видове
Най-разпространените видове флашкарти са:
- PC-card [PCMCIA]
- Compact-Flash (тип I и II) [CF-1, CF-2]
- Smart Media [SM]
- Multi-Media [MMC]
- Secure Digital [SD], miniSD [miniSD], microSD [µSD]
- Memory Stick [MS], Memory Stick Duo [MS Duo], Memory Stick Micro M2 [??]
- xD-Picture Card [xD]

През 2011 г. е създадена и първата водонепроницаема карта памет.